# Василищук Олександра Іллівна
Олександра Іллівна Василащук (нар. 8 жовтня 1928 у селі Шешори, Косівський район, Івано-Франківська область) — вчитель, українська письменниця, авторка семи книжок.

## Біографія
Народилася в селі Шешори 8 жовтня 1928 року, була дев'ятою дитиною в сім'ї Параски та Ілька Олексюків. Батьків талант та мамина працьовитість передалися дівчині з батьківської крові. Закінчивши Косівське училище прикладного мистецтва працює вчителем музики і образотворчого мистецтва в Шешорській школі.

## Творчість
Усі твори О. Василащук об'єднує безмежна любов до рідного села, його людей, рідних Карпат, милої серцю Гуцульщини. Писатим почала з дитинства. Природа рідного краю, бурхливі водоспади річки Пістиньки, шум високих смерік надихали її на створення багатьох творів. Всі вони різні, але прості і лаконічні. П'єси, вірші, пісні, сценарії, прозові і краєзнавчі твори. Її творчість — це чесна розповідь про епоху в якій жила, про себе і тих, хто її оточував. Не заради слави і визнання, а заради любові до рідної землі принесла своє творче, натхненне серце прийдешнім поколінням.
У творчому доробку авторки є такі видані книги:
- Вічність над плесами
- Мелодія гір
- Шешори на терезах часу
- На крутих стежках
- З молитвою до Бога
- Пам'ять
- Відлуння часу